# 寺坂信行

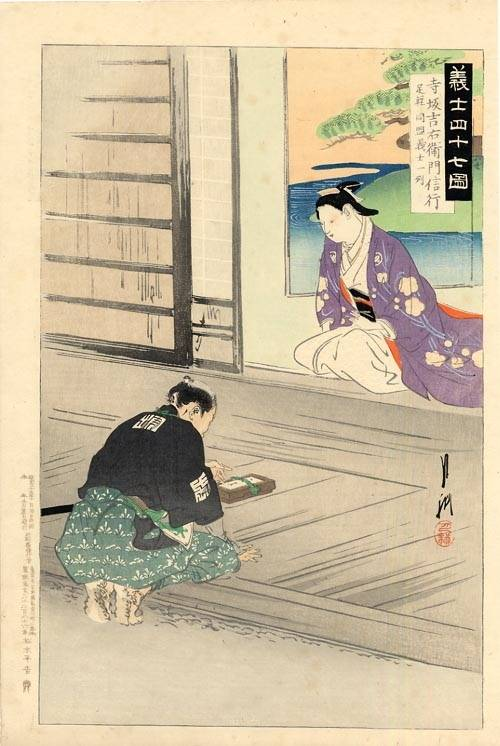
『義士四十七図　寺坂吉右衛門信行』（尾形月耕画）

寺坂 信行（てらさか のぶゆき、寛文5年（1665年） - 延享4年10月6日（1747年11月8日））は、江戸時代前期の人物。赤穂浪士四十七士の一人。通称は吉右衛門（きちえもん）。元禄赤穂事件の生き残りとして知られている。

## 生涯
寛文5年（1665年）、赤穂藩浅野家家臣で船方役人・寺坂吉左衛門の子として赤穂若狭野に生まれた。母は川端与右衛門女。
寛文12年（1672年）、8歳の時に吉田兼亮の家で奉公のうえ世話になるようになった。元禄4年（1691年）、兼亮が加東郡郡代となった際に赤穂藩の足軽（浅野長矩直臣）とされた。赤穂藩内では兼亮の組下で3両2分2人扶持を支給された。またこの年に浅野家小役人下村長次郎の娘と結婚している。また、元禄7年（1694年）には吉田兼亮の娘が伊藤治興（姫路藩士）に嫁ぎ、翌年には2人は長男伊藤治行を儲けたが、この介抱を寺坂夫婦が任されている。
元禄14年3月14日（1701年4月21日）、主君・浅野長矩が江戸城松之大廊下で吉良義央に刃傷に及んで切腹し、赤穂藩は改易となったが、この際に寺坂は兼亮とともに加東郡におり、ともに赤穂城へ駆け付けた。赤穂城明け渡しを前に家老・大石良雄が同志と血判の義盟を交わしたが、この義盟に、他の藩士と違い、身分の低い足軽だった寺坂は加わっていない。その後、上司の吉田兼亮が播州三木（現：兵庫県三木市）へ退くとこれに従う。寺坂は同志に加えて貰えるよう強く願い、大石良雄は最初は寺坂の身分を考えて躊躇したが、その熱意にほだされて義盟に加えた。寺坂は吉田兼亮に付き従い、足軽の身分ながら同志との会合にも出席している。
元禄15年12月14日（1703年1月30日）の元禄赤穂事件では裏門隊に属していた。しかし、武林隆重が吉良義央を斬殺し、一同がその首をあげたあとに赤穂浪士一行が泉岳寺へ引き上げたときには寺坂の姿はなかった。討ち入り直前に逃亡したという説、討ち入り後に大石良雄から密命を受けて一行から離れたという説、足軽の身分の者が討ち入りに加わっていることを大石が公儀に憚りがあるとして逃したという説があるが、真相は不明である。
延享4年（1747年）に病死。江戸麻布の曹渓寺に葬られる。戒名は節岩了貞信士。享年83。後年、慶応年間に入ってから泉岳寺の義士墓所に墓塔（遺骸の埋葬を伴なわない供養墓）が建てられており、ここでの戒名は、遂道退身信士となっている。

## 寺坂吉右衛門の墓
- 曹渓寺（東京都港区） - 寺坂が実際に埋葬された墓。
- 泉岳寺（東京都港区） - 後世に作られた供養墓。
- 実相寺（宮城県仙台市泉区） - 寛保2年（1742）に頓死した行乞の放浪僧・理海坊の墓。遺体の所持物から寺坂説が残る。
- 慈眼寺（静岡県賀茂郡西伊豆町） - 寺の過去帳では「寺坂吉右ヱ門事一相西円上座」とある。諸国遍歴の途にあって、鈴木権内方に滞在し、この地で一生を終ったとの伝承。

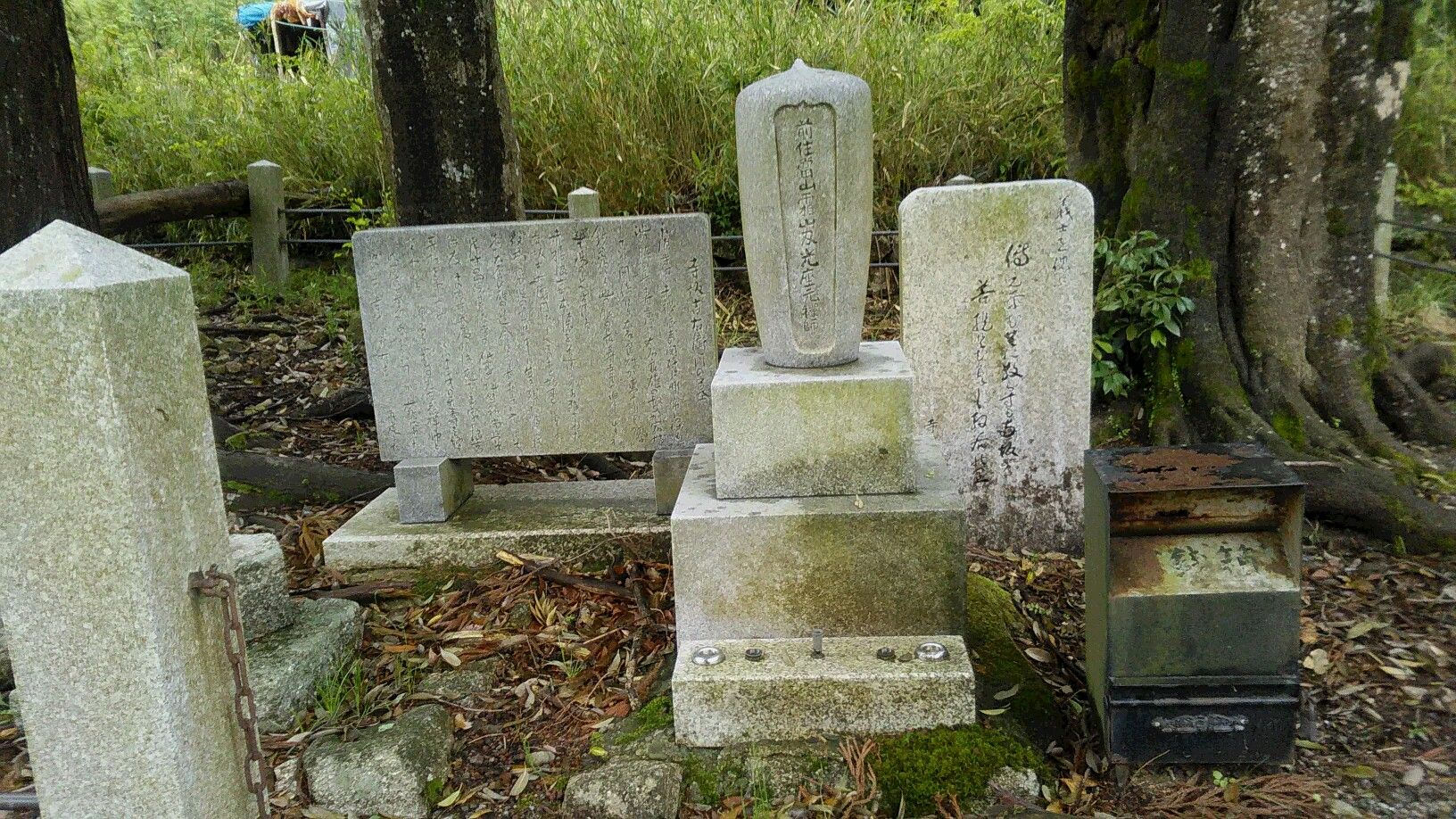
東近江市臨済庵跡にある寺坂信行の墓

- 東近江市臨済庵跡にある寺坂信行の墓臨済庵跡(滋賀県東近江市)　- 大石内蔵助の遺命により長寿寺に入り、その後永源寺の四院曹源寺で得度し、臨済庵で同志の菩提を生涯弔ったとの伝承。
- 一運寺（大阪府大阪市住吉区）- 元は天野屋利兵衛の菩提寺であった龍海寺にあったものを明治期に移設したとの記録が寺に残されている。
- 信行庵（島根県江津市）[1][2]
- 一念寺（福岡県八女市）
- 恵剣寺（長崎県五島市）
- 島根県益田市
- 鹿児島県出水市美原町

## 四十七士か四十六士か
寺坂信行は士分ではなく足軽身分である。また寺坂は討ち入り後、泉岳寺に行くまでに姿を消している。そのため、彼を赤穂浪士の一人として加えるべきかどうかが、事件当時から論争の火種になってきた。
後に上司の吉田兼亮も「吉右衛門は不届き者である。二度とその名を聞きたくない」と語り、大石良雄は「軽輩者であり、構う必要はない」と書き残している。一方、伊藤家の資料から四十六士が四家にお預かりになった後、寺坂が浅野長広がいる広島へ行っていることが確認できる。堀部言真の書簡からも討ち入り後、寺坂が寺井玄渓（赤穂藩医）のもとへ行っていることが確認されている。

## 徳富蘇峰の批判
徳富蘇峰は「寺坂信行は別に深い仔細があったとかでなく、単に臆病で逃げたのである」と述べている。ただし他の赤穂義士の悪口や元禄赤穂事件そのものをも批判しているため、主観的評価である。

## 離脱後についての考察など
寺坂が討ち入りに加わりながら幕府の追手に掛らなかったのはすべて仙石久尚の意向による。
そのまま吉田兼亮の娘婿の伊藤治興に奉公している。
しかしその後伊藤家を離れたようで享保8年（1723年）3月頃には曹渓寺で寺男をつとめている。大正期に書かれた青木義正『土佐史壇』では、「享保8年6月頃には曹渓寺の口利きで、土佐藩主山内家の分家麻布山内家の第3代山内豊清（主膳）に仕えて士籍を得た。このときに今日にまで残る寺坂の「親類書」が提出された」と記される。しかし、実際には豊清は麻布山内家の大名ではなく旗本であり（武鑑等では、山内豊産に始まる1万3000石の大名を麻布山内家と称す）、時系列でも辻褄が合わない点がある。当時の山内家の文献（山内家文書（土佐藩および麻布山内家）・『土佐藩御役人帳』ほか）には記録はない。
曹渓寺の記録では「吉右衛門は本意ならずも、聊かの俗縁を頼みて、當寺に寄寓し、命を終はりしとなむ。」とあり寺男として生涯、曹渓寺に尽くした記録が残る。

## 創作・フィクション
- 赤穂事件をモデルにした『忠臣蔵』の物語では討ち入りの様子について、浅野家のゆかりの者へ伝えるよう大石から命を受けて瑤泉院や広島に蟄居していた浅野長広の元へ行ったように描かれ、吉田兼亮が寺坂を「不届き者」呼ばわりしたのは、公儀に追手を出されない為の配慮であったなどという描写も見られる。
- 直木三十五の短編小説「寺坂吉右衛門の逃亡」では、大高や富森から下郎と馬鹿にされたことで立腹し逃亡、若狭野の生家がある村で「自分の放蕩は人の倍するくせに肚は冷たい人」「安兵衛は人殺し」と大石や堀部の悪口を言う[6]。
- 映画・ドラマなどフィクションでは大石良雄の従者として描かれる事が多い。また、柴田錬三郎の小説『裏返し忠臣蔵』などでは寺坂を忍びの者として描かれており、必殺仕事人のスペシャル版である『必殺忠臣蔵』では寺坂は仕事人であったとしている。
- 池宮彰一郎が寺坂を主人公とする短編「四十七人目の浪士」を執筆している。2004年に「最後の忠臣蔵」のタイトルによりNHKで連続ドラマ化、2010年には映画版も公開された。寺坂は討ち入り時には伝令であったほか、大石良雄の命で逃れたとしている。

## 寺坂吉右衛門を演じた俳優
- 加東大介 - 忠臣蔵 花の巻・雪の巻（1962年の映画）
- 佐伯徹 - 赤穂浪士（1964年のNHK大河ドラマ）
- 小林昭二 - 大忠臣蔵（1971年の連続ドラマ）
- 綿引洪 - 元禄太平記（1975年のNHK大河ドラマ）
- 岡本信人 - 女たちの忠臣蔵〜いのち燃ゆる時〜（1979年の単発ドラマ）
- 十貫寺梅軒 - 峠の群像（1982年のNHK大河ドラマ）
- 近藤正臣 - 必殺忠臣蔵（1987年の単発ドラマ）
- 岡本信人 - 忠臣蔵・いのちの刻（1988年の単発ドラマ）
- 寺尾聰 - 忠臣蔵 (1996年の連続ドラマ)
- 吉田栄作 - 元禄繚乱（1999年のNHK大河ドラマ）
- 金田明夫 - 忠臣蔵〜決断の時（2003年のテレビ東京系列新春ワイド時代劇）
- 上川隆也 - 最後の忠臣蔵（2004年のNHK連続ドラマ）
- 梨本謙次郎　- 忠臣蔵（2004年のテレビ朝日連続ドラマ）
- 寺島進 - 花よりもなほ（2006年の映画）
- 佐藤浩市 - 最後の忠臣蔵（2010年の映画）
- 小野武彦 - 大岡越前スペシャル〜大波乱!宿命の白洲〜（2023年12月29日、NHK BS・NHK BSプレミアム4K）